# Quest for the Stones
Quest for the Stones is een studioalbum van de Britse muziekgroep Yak. Het is hun vijfde album; de band verontschuldigde zich in het boekwerkje voor de tijd tussen hun vorige album en dit. De album bevat alleen instrumentale progressieve rock. De ontvangst was wisselend, ook binnen de progressieve rock, het grootste bezwaar was het ontbreken van een (elektrisch) gitaar. De muziek greep ook op dit album terug op Genesis en Camel. Ook de opbrengsten van het album gingen naar een dierenasiel.

## Musici
- Martin Morgan – toetsinstrumenten (waaruit ook de gitaarklanken)
- Dave Speight – drumstel
- Gary Bennett – basgitaar

## Muziek
| Nr. | Titel                | Duur  |
| --- | -------------------- | ----- |
| 1.  | Quest for the Stones | 23:59 |
| 2.  | Veil of Aeternum     | 19:26 |